# Dylan Aquino
Dylan Fabricio Aquino (Quilmes, 4 de junio de 2005) es un futbolista argentino. Juega como delantero y su equipo actual es Lanús, de la Primera División de Argentina.

## Trayectoria

### Lanús
Llegó a las divisiones inferiores en 2022. Hizo su debut en Primera División a mediados de 2023, cuando Frank Darío Kudelka era entrenador del equipo.

## Selección nacional
El 1 de marzo de 2024 fue convocado en la primera lista del nuevo ciclo 2024-2025 de la Selección de fútbol sub-20 de Argentina.

## Estadísticas
Actualizado al último partido disputado el 21 de mayo de 2025.
| Lanús Argentina | 1.ª           | 2023          | 2  | 0 | 2 | 0 | 0 | 0 | 4  | 0 |
| Lanús Argentina | 1.ª           | 2024          | 18 | 1 | 0 | 0 | 5 | 0 | 23 | 1 |
| Lanús Argentina | 1.ª           | 2025          | 16 | 0 | 2 | 1 | 4 | 1 | 22 | 2 |
| Lanús Argentina | Total club    | Total club    | 36 | 1 | 4 | 1 | 9 | 1 | 49 | 3 |
| Total carrera | Total carrera | Total carrera | 36 | 1 | 4 | 1 | 9 | 1 | 49 | 3 |
| (1) La copa nacional se refiere a la Copa Argentina y Copa de la Liga Profesional. (2) La copa internacional se refiere a la Copa Sudamericana y Copa Libertadores. |               |               |    |   |   |   |   |   |    |   |